# Koča Popović
Konstantin "Koča" Popović (em sérvio:  Константин "Коча" Поповић; 14 de março de 1908 – 20 de outubro de 1992) foi um político sérvio e iugoslavo e voluntário comunista na Guerra Civil Espanhola, 1937–1939 e Comandante Divisional da Primeira Divisão Proletária dos Partisans Iugoslavos. Ele é ocasionalmente referido como "o homem que salvou os guerrilheiros iugoslavos", porque foi ele quem antecipou o ponto mais fraco nas linhas do Eixo em Zelengora-Kalinovik, e elaborou o plano para rompê-la durante a Batalha de Sutjeska, salvando assim Josip Broz Tito, o seu quartel-general e o resto do movimento de resistência. Após a guerra, serviu como Chefe do Estado-Maior General do Exército Popular Iugoslavo, antes de passar para o cargo de Ministro das Relações Exteriores e passou os últimos anos de sua carreira política como Vice-Presidente da Iugoslávia.
Apesar de ser membro do Partido Comunista da Iugoslávia, Popović era um defensor das reformas de livre mercado  e também era membro de um grupo de liberais sérvios, um movimento político proeminente na década de 1970, que também incluía Marko Nikezić e Latinka Perović. Aposentou-se em 1972, em meio a pressões contra seu grupo de liberais. Ele passou o resto da vida em Dubrovnik e foi muito franco contra as Guerras Iugoslavas e os regimes de Franjo Tuđman e Slobodan Milošević.
Na sua juventude, Popović foi um dos membros fundadores do movimento surrealista sérvio. Ele co-escreveu um livro com Marko Ristić. Além disso, Popović foi um dos fundadores do FK Partizan, a seção de futebol da Associação Desportiva Iugoslava Partizan.

## Biografia
Popović veio de uma família próspera de Belgrado e passou a Primeira Guerra Mundial na Suíça.   Ele também foi um dos treze signatários do manifesto surrealista sérvio em 1930.
Em 1929, Popović mudou-se para Paris para estudar Direito e Filosofia. Aqui ele se misturou com o mundo de poetas, escritores, artistas e intelectuais da Margem Esquerda.  Tornou-se um surrealista ativo, ativo tanto nos grupos surrealistas franceses como sérvios.  Em 1931, foi publicado Nacrt za jednu fenomenologiju iracionalnog (Esboço para uma Fenomenologia do Irracional), que ele co-escreveu com Marko Ristić. 
Popović envolveu-se então com o então ilegal Partido Comunista Iugoslavo. Em Paris havia um centro dirigido pelo Comintern e liderado por Josip Broz Tito, que foi usado para alimentar voluntários dos Balcãs para os Republicanos na Guerra Civil Espanhola. Popović foi convocado através deste centro juntamente com um seleto grupo de membros do Partido. Popović lutou com as forças republicanas espanholas e não com as Brigadas Internacionais, ocupando o posto de capitão de artilharia. No final da Guerra Civil Espanhola, Popović escapou pela França e voltou para a Iugoslávia. 

### Segunda Guerra Mundial
Em 1940, como oficial da reserva do Exército Real Iugoslavo, Popović foi mobilizado e instruído por seu coronel a tomar cuidado com atividades subversivas dentro do regimento.
Após a rendição do Exército Real Iugoslavo ao Exército Alemão em abril de 1941, Popović organizou o destacamento Kosmaj durante o levante na Sérvia. Com a formação da Primeira Brigada Proletária, Popović tornou-se seu comandante e posteriormente comandou a Primeira Divisão Proletária. 

Durante seu tempo liderando os guerrilheiros, ele encontrou William Deakin, líder da missão militar britânica no quartel-general de Tito, que escreveu sobre Popović:
À frente da Primeira Divisão Proletária estava o General Koča Popović. Ele esteve presente em nosso primeiro encontro com Tito e sua equipe na manhã de nossa chegada, mas sua identidade não foi divulgada. Tenso e deliberadamente controlado por uma mente sensível e disciplinada e por um poder de vontade, Popovic era um soldado intelectual de talentos notáveis, que talvez fossem estranhos à sua natureza interior. [...] Ele era bilíngue em francês cáustico e polido e suas defesas mentais eram impenetráveis. Seu sarcasmo era semelhante ao de um florete, respeitoso com os contra-ataques, mas ele nunca ficava desprevenido. [...] Popovic era um lobo solitário e um homem solitário, com raros momentos de descuido. Ele tinha um toque de gênio militar e ódio pela guerra. Ele desconfiava da amizade e defendia com habilidade diabólica a integridade total da mente e do coração. [...] eu estava frequentemente em sua companhia e passei a aceitar suas investidas planejadas e polidas. Ousado com deliberação fria e secreto por natureza, ele era o ídolo de suas tropas, mas poucos homens o conheciam.

## Pós-guerra
Ao lado de dezenas de outros veteranos da Segunda Guerra Mundial e da Guerra Civil Espanhola, Popović foi um dos fundadores do clube de futebol Partizan de Belgrado em outubro de 1945. 
Após o estabelecimento de um regime comunista na Iugoslávia em 1945, serviu como Chefe do Estado-Maior Iugoslavo de 1945 a 1953. Nesta função também conduziu negociações com os representantes das potências ocidentais associadas à modernização do JNA durante o conflito com a União Soviética (ou seja, Informbiro).

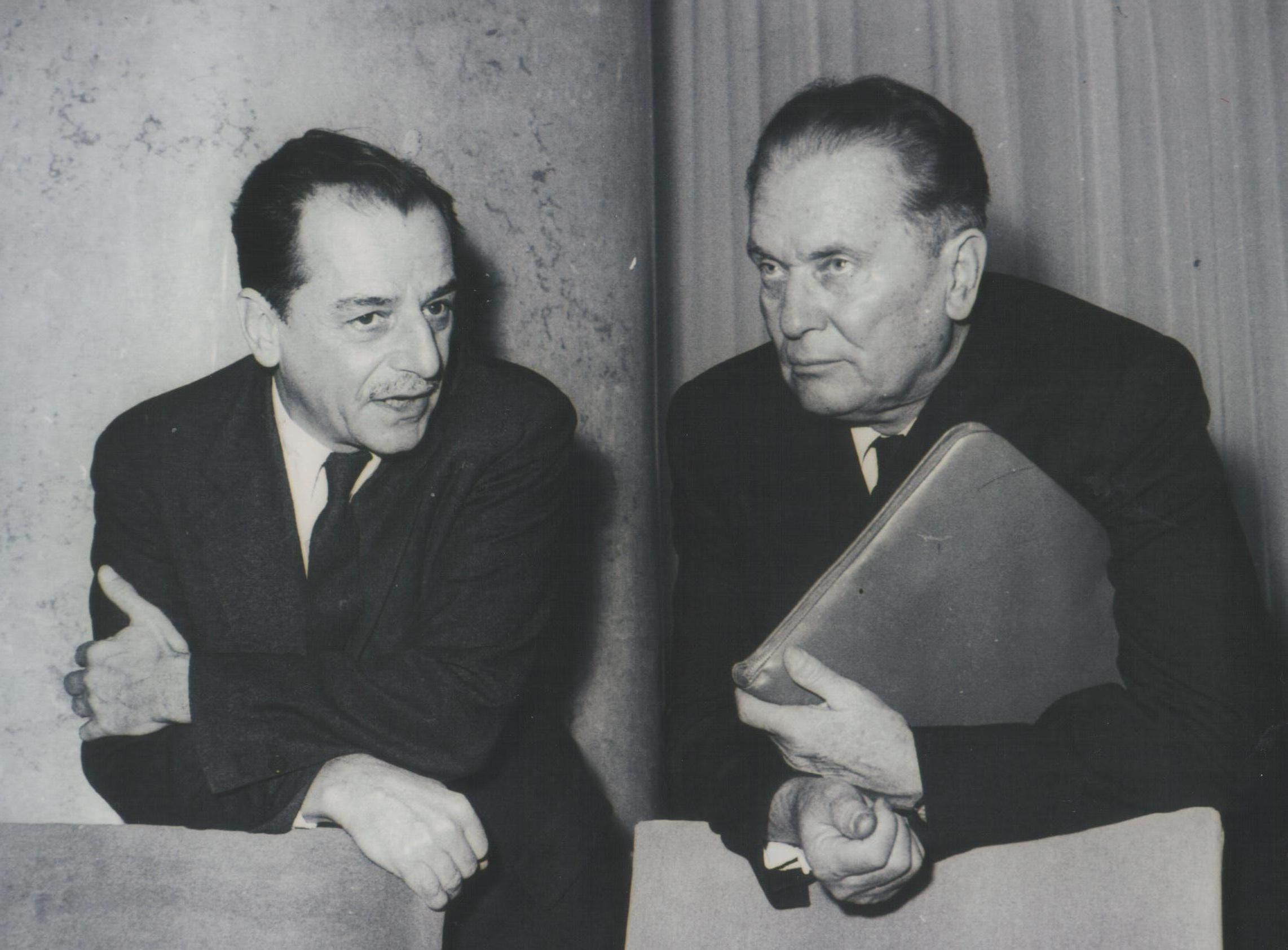
Popović fotografado com Josip Broz Tito

Consequentemente, Popović tornou-se Ministro dos Negócios Estrangeiros da Jugoslávia em 1953 e ocupou este cargo até 1965. Como Ministro das Relações Exteriores, foi chefe da delegação iugoslava às sessões da Assembleia Geral da ONU em diversas ocasiões.
De 1965 a 1972, Popović atuou como membro do Conselho Executivo Federal e vice-presidente da Iugoslávia de 1966 a 1967. Em 1985, ele e Peko Dapčević foram considerados para promoção ao posto de General do Exército, mas ambos rejeitaram a proposta.
Popović morreu em Belgrado em 1992, aos 84 anos.

## Honras
| Condecorações Iugoslavas        |                                                                                                  |
| Predefinição:Ribbon devices/alt | Ordem da Liberdade                                                                               |
| Predefinição:Ribbon devices/alt | Ordem do Herói do Povo                                                                           |
| Predefinição:Ribbon devices/alt | Ordem da Libertação do Povo                                                                      |
| Predefinição:Ribbon devices/alt | Ordem da Bandeira de Guerra                                                                      |
| Predefinição:Ribbon devices/alt | Ordem da Bandeira Iugoslava                                                                      |
| Predefinição:Ribbon devices/alt | Ordem da Estrela Partisan                                                                        |
| Predefinição:Ribbon devices/alt | Ordem da República                                                                               |
| Predefinição:Ribbon devices/alt | Ordem do Mérito do Povo                                                                          |
| Predefinição:Ribbon devices/alt | Ordem da Fraternidade e Unidade                                                                  |
| Predefinição:Ribbon devices/alt | Ordem do Trabalho                                                                                |
| Predefinição:Ribbon devices/alt | Ordem do Mérito Militar                                                                          |
| Predefinição:Ribbon devices/alt | Ordem da Bravura                                                                                 |
| Predefinição:Ribbon devices/alt | Medalha Comemorativa dos Partisans de 1941                                                       |
| Predefinição:Ribbon devices/alt | Ordem da Coroa Iugoslava                                                                         |
| Condecorações Internacionais    |                                                                                                  |
| Predefinição:Ribbon devices/alt | Ordem do Falcão, (Islândia)                                                                      |
| Predefinição:Ribbon devices/alt | Ordem da Rosa Branca da Finlândia, (Finlândia)                                                   |
| Predefinição:Ribbon devices/alt | Ordem da União da Birmânia, (Myanmar)                                                            |
|                                 | Ordem do Líder, (Afeganistão)                                                                    |
| Predefinição:Ribbon devices/alt | Ordem de Menelik II, (Etiópia)                                                                   |
|                                 | Ordem da Estrela Partisan, (Albânia)                                                             |
| Predefinição:Ribbon devices/alt | Ordem de Maio, (Argentina)                                                                       |
| Predefinição:Ribbon devices/alt | Ordem do Cruzeiro do Sul, (Brasil)                                                               |
| Predefinição:Ribbon devices/alt | Ordem da Liberdade Popular, (Bulgária)                                                           |
| Predefinição:Ribbon devices/alt | Ordem de Jorge I, (Reino da Grécia)                                                              |
| Predefinição:Ribbon devices/alt | Ordem do Mérito da República Italiana (Itália)                                                   |
| Predefinição:Ribbon devices/alt | Ordem Real do Camboja, (Camboja)                                                                 |
| Predefinição:Ribbon devices/alt | Ordem da Bandeira da República da Hungria, (Hungria)                                             |
| Predefinição:Ribbon devices/alt | Ordem da Águia Asteca, (México)                                                                  |
| Predefinição:Ribbon devices/alt | Ordem de Santo Olavo, (Noruega)                                                                  |
| Predefinição:Ribbon devices/alt | Ordem de Suvorov, (União Soviética)                                                              |
| Predefinição:Ribbon devices/alt | Medalha Jubileu "Vinte Anos de Vitória na Grande Guerra Patriótica 1941–1945", (União Soviética) |
| Predefinição:Ribbon devices/alt | Ordem dos Dois Nilos, (Sudão)                                                                    |
| Predefinição:Ribbon devices/alt | Ordem da República, (Tunísia)                                                                    |
| Predefinição:Ribbon devices/alt | Ordem de Orange-Nassau, (Holanda)                                                                |
| Predefinição:Ribbon devices/alt | Medalha de Coroação da Rainha Elizabeth II, (Reino Unido)                                        |
| Predefinição:Ribbon devices/alt | Legião de Honra, (França)                                                                        |
| Predefinição:Ribbon devices/alt | Legião de Honra, (França)                                                                        |
| Predefinição:Ribbon devices/alt | Ordem do Leão Branco, (Tchecoslováquia)                                                          |
| Predefinição:Ribbon devices/alt | Ordem Militar da Liberdade da Checoslováquia, (Tchecoslováquia)                                  |
| Predefinição:Ribbon devices/alt | Cruz de Guerra da Checoslováquia 1939–1945, (Tchecoslováquia)                                    |
| Predefinição:Ribbon devices/alt | Ordem do Mérito, (Chile)                                                                         |
|                                 | Ordem da Liberdade, (governo republicano espanhol no exílio)                                     |